# Domica
Die Domica-Höhle (Jaskyňa Domica) ist eine Tropfsteinhöhle in der Slowakei nahe der ungarischen Grenze im Slowakischen Karst. Sie wird dank ihrer schönen Tropfsteine zu den schönsten Höhlen der Slowakei gerechnet. 

## Beschreibung

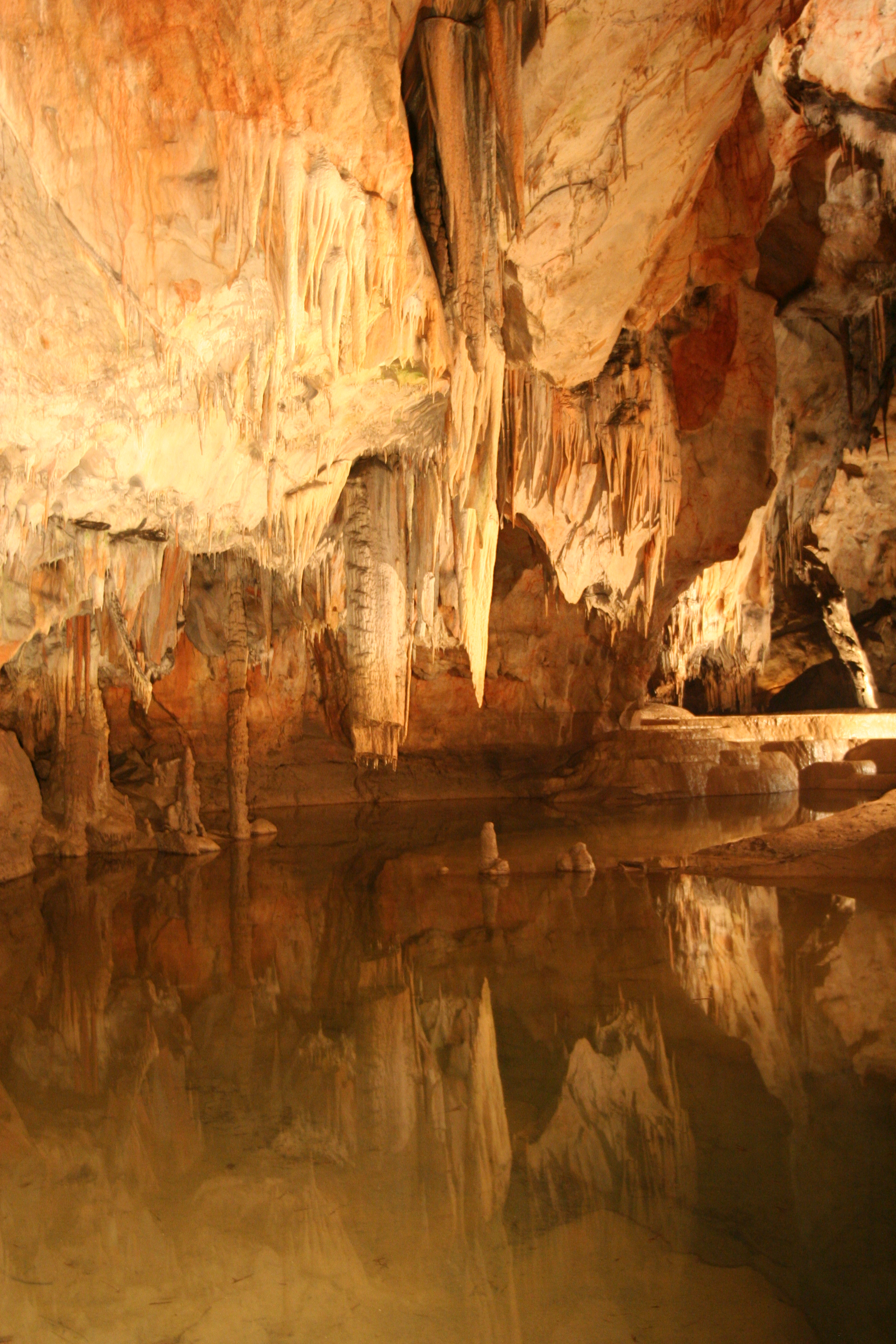

Die Höhle befindet sich auf dem Gebiet der Gemeinde Kečovo bei Plešivec, am südwestlichen Rand des Silická planina (Silica-Plateau). Sie liegt im Naturreservat Domické škrapy auf dem Gebiet des Nationalparks Slowakischer Karst. Sie bildet ein gemeinsames System mit der Aggtelekhöhle (ung. Baradla) in Ungarn (insgesamt 21–25 km).

## Geschichte
In der Höhle wurden verschiedene Funde aus der Altsteinzeit und der Jungsteinzeit gemacht. Die jungsteinzeitlichen Funde gehören zur Bükk-Kultur, einem Teil der Linearbandkeramik. Die Grabungen wurden von dem Archäologen Jan Lichardus durchgeführt. In dem Hinterbereich der Höhle sind ein Paar Kohlezeichnungen erhalten geblieben.
Die Aggtelekhöhle wurde schon 1770 erwähnt. Die Domicahöhle war schon seit etwa 1808 bekannt, geriet aber durch die stark besuchte Aggtelekhöhle in Vergessenheit. Erst die Grenzziehung zwischen der Tschechoslowakei (heute Slowakei) und Ungarn nach dem Ersten Weltkrieg führte 1926 zu einer Wiederbegehung durch Ján Majko, einem Angehörigen der Finanzwache. 1932 wurde die Höhle dann der Öffentlichkeit zugänglich gemacht und 1972 zu einer Geschützten Naturformation erklärt. An der Stelle der slowakisch-ungarischen Grenze wurde seinerzeit ein Gitter angebracht. Mit der geowissenschaftlichen Erforschung befasste sich federführend Radim Kettner, der das dazugehörige Museum gründete.

## Charakteristik
Von einer Gesamtlänge von 5080 m sind 1315 m zugänglich. 
Führungen finden ganzjährig statt. Die außergewöhnliche Schönheit der Höhle kann man auch bei einer Bootsfahrt bewundern. Domica ist durch ihre geräumige Dome bekannt und in einem davon wurde auch das berühmte slowakische Märchen der „Der Salzprinz“ (Originaltitel: Soľ nad zlato) gedreht.
Domica ist durch periodische unterirdische Ströme der Bäche Styx und Domica entstanden. Der Styx bildet in der Domica einen kleinen See. Durch jahrelange erosive Tätigkeit dieser Bäche sind Brüche erweitert worden und so die weiten Gänge und Hallen entstanden. Die Domica zeichnet sich durch reiche Sinterdekoration aus. Einmalig sind Schilder und Trommeln, zwiebelförmige Stalaktiten, pagodenförmige Stalagmiten und Sinterbecken.
Die Höhle hat einige Räume, Säle und Gänge und alle haben ihren eigenen Namen, wie zum Beispiel Dom der Mysterien, Töpferei, Jungfrauenpassage, Glückssee, Urwald, Dom der indischen Pagoden und andere. Majkos Dom ist der gewaltigste Saal der Höhle. Er ist der Treffpunkt aller Gänge und hat eine prächtige Verzierung. Durch Kaskadenwasserfälle, die auch das Römische Bad genannt werden, fließt der unterirdische Fluss Styx. 
Zu den Besonderheiten gehört die reichliche Population der Fledermäuse. In dem Höhlensystem kommen 16 Fledermausarten vor.